# Růženec

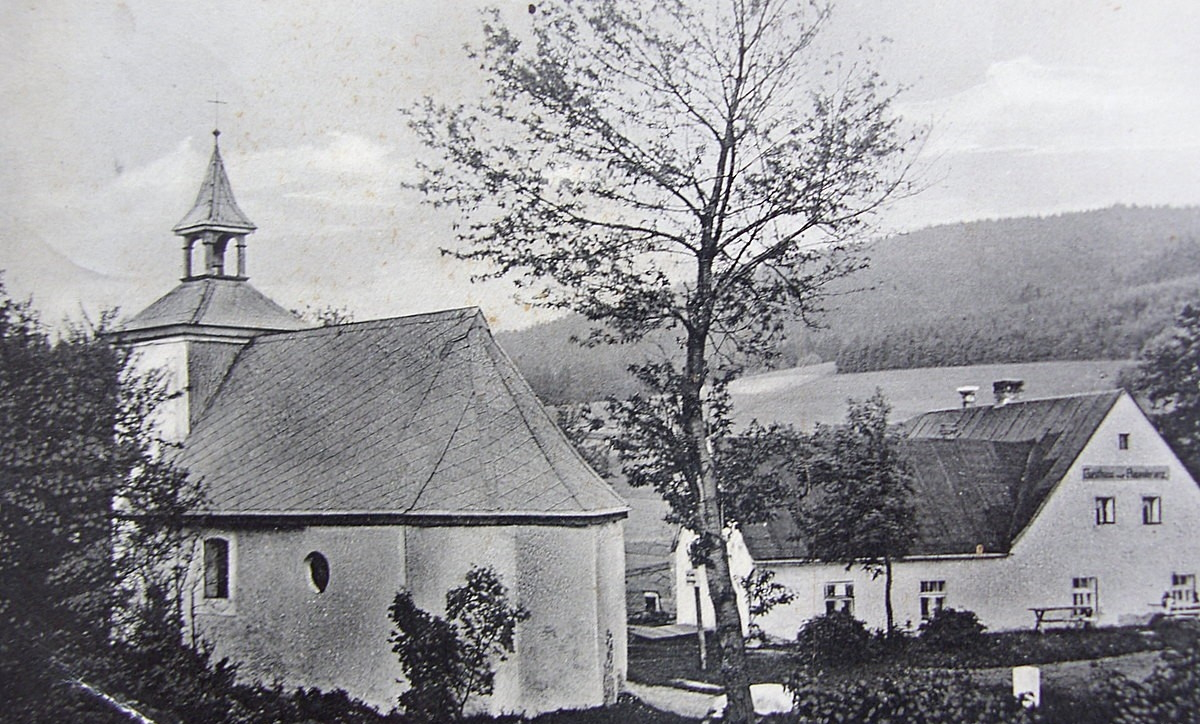
Kirche von Różaniec (1940)

Růženec (deutsch Rosenkranz, polnisch Różaniec) ist ein erloschenes Dorf der Gemeinde Bílá Voda in Tschechien. Es liegt sechseinhalb Kilometer nördlich von Lądek-Zdrój an der Landesgrenze zu Polen und gehört zum Okres Jeseník.

## Geographie
Růženec befindet sich am Przełęcz Różaniec (Rosenkranzpass) im Reichensteiner Gebirge (Rychlebské hory). Nördlich erheben sich der Špice/Kikol (Spitzberg, 670 m n.m.) und der Muflon (Wiedmuthsberg, 579 m n.m.), im Nordosten der Jelen (Hoheberg, 702 m n.m.), östlich der Vysoký kámen (Hoher Stein, 691 m n.m.), im Südosten der Růženec (Rosenkranzberg, 735 m n.m.), der Skalní vrch (867 m n.m.), die Borůvková hora/Borówkowa (Heidelkoppe, 899 m n.m.) und die Kraví hora (Großer Kühberg, 806 m n.m.), westlich der Jawornik Wielki (Jauersberg, 871 m n.p.m.) sowie im Nordwesten der Javorník (Kleiner Jauersberg, 768 m n.m.). In Růženec entspringt ein namenloser linker Zufluss zur Bílá voda. 
Nachbarorte sind U Šišky (Tannzapfen) und Karlov im Norden, Hundorf und Horní Hoštice im Nordosten, Bílý Potok und Javorník im Osten, Travná und Wrzosówka im Südosten, Wójtówka im Süden, Orłowiec im Südwesten, Droszków und Gaj (Hain) im Westen sowie Chwalisław und Biała Góra (Weißeberg) im Nordwesten.

## Geschichte
Die Ansiedlung entstand wahrscheinlich zu Beginn des 17. Jahrhunderts an einem von Schlesien in die Grafschaft Glatz führenden Handelsweg, der hier auf einem Pass das Gebirge überquert. Um die Ausspanne „Zum Rosenkranz“, deren Name von einem Glatzer Marienbildnis mit Rosenkränzen hergeleitet wird, entstanden einige Häuser. Die erste urkundliche Erwähnung von Rosenkranz erfolgte im Jahre 1638.
Bei der Teilung des Fürstentums Neisse verblieb das zum Gut Weißwasser gehörige Dorf  1742 nach dem Vorfrieden von Breslau bei Österreich. Am 29. August 1779 bestieg Kaiser Joseph II. den Kleinen Jauersberg und besichtigte die preußische Grenze; der Felsen auf dem der Kaiser gestanden war, wurde danach Kaiserstein genannt. Zum Ende des 18. Jahrhunderts soll auch Goethe in Rosenkranz gewesen sein. Die Kapelle des hl. Antonius von Padua wurde am Anfang des 19. Jahrhunderts errichtet. Zu dieser Zeit war der Ort auf zehn Häuser angewachsen.
Im Jahre 1836 bestand das an der Grenze zur Grafschaft Glatz gelegene Dorf Rosenkranz aus 11 Häusern, in denen 63 deutschsprachige Personen lebten. Im Ort gab es eine Kapelle. Haupterwerbsquelle bildete der wegen des kalten und steinigen Bodens wenig ertragreiche Ackerbau. Pfarr- und Schulort war Weißwasser. Bis zur Mitte des 19. Jahrhunderts blieb Rosenkranz dem Gut Weißwasser untertänig.
Nach der Aufhebung der Patrimonialherrschaften bildete Rosenkranz ab 1849 einen Ortsteil der Marktgemeinde Weißwasser im Gerichtsbezirk Jauernig. Ab 1869 gehörte Rosenkranz zum Bezirk Freiwaldau. Der tschechische Ortsname Růženec wurde zum Ende des 19. Jahrhunderts eingeführt. 1890 bestand Rosenkranz aus 12 Häusern und hatte 33 Einwohner. Müllers Gasthaus in Rosenkranz wurde zu dieser Zeit zu einem beliebten Ausflugsziel; ein Großteil der Gäste kam aus dem Deutschen Reich. Im Jahre 1900 lebten in den 12 Häusern 47 Personen. Zu Beginn des 20. Jahrhunderts verdiente sich ein Teil der Einwohner den Lebensunterhalt als Maurer und Arbeiter in Reichenstein sowie saisonal durch Waldarbeit. Eines der Häuser von Rosenkranz diente als Forsthaus. Nach der Gründung der Tschechoslowakei wurde in Rosenkranz eine tschechoslowakische Finanzwache mit zwei Beamten eingerichtet, die die von Weißwasser nach Schönau, Glatz bzw. Landeck führende Straße überwachten. Beim Zensus von 1921 lebten in den 8 Häusern des Dorfes 34 Menschen, darunter 23 Deutsche. Nach der nationalsozialistischen Machtergreifung in Deutschland besetzten zeitweilig Einheiten der SA den Zugang zur Grenze. Der deutsche Grenztourismus nach Rosenkranz stagnierte in dieser Zeit. Nach dem Münchner Abkommen wurde das Dorf 1938 dem Deutschen Reich zugesprochen und gehörte bis 1945 zum Landkreis Freiwaldau. Beim Einmarsch der Roten Armee wurde die Kapelle im Jahre 1945 durch betrunkene Sowjetsoldaten verwüstet. Nach dem Ende des Zweiten Weltkrieges kam Růženec zur Tschechoslowakei zurück; mit Ausnahme einer Familie wurden die deutschsprachigen Bewohner 1945/46 nach Deutschland vertrieben. 1949 erfolgte die Umsiedlung der Familie Fischer nach Bílá Voda, 1950 hatte das Dorf keine ständigen Einwohner mehr. Der örtliche Nationalausschuss Bílá Voda ließ zu Beginn der 1950er Jahre die Kapelle des hl. Antonius abreißen, um die jährlichen Wallfahrten am 13. Juni zu unterbinden. Sieben der acht Häuser von Růženec wurden in den 1950er Jahren dem Erdboden gleichgemacht. Bei der Gebietsreform von 1960 wurde der Okres Jeseník aufgehoben und Růženec in den Okres Šumperk eingegliedert. Seit 1996 gehört Růženec wieder zum Okres Jeseník. 
Von Růženec steht heute nur noch das ehemalige Forsthaus und eine mächtige Linde. Ein Großteil der ehemaligen Grundstücke mit den Trümmern der Häuser ist überwachsen.

## Ortsgliederung
Růženec ist Teil des Katastralbezirkes Bílá Voda u Javorníka.